# Villers-Cernay

Villers-Cernay este o comună în departamentul Ardennes din nordul Franței. În 1 ianuarie 2018 avea o populație de 340 de locuitori.